# 寨子圪旦遗址
寨子圪旦遗址位于内蒙古自治区鄂尔多斯市准格尔旗窑沟乡荒地村东北约1.5公里，是一处新石器时代遗址，2006年被列为内蒙古自治区文物保护单位，2013年被列为第七批全国重点文物保护单位。
1998年，因建设万家寨水利枢纽，需要对淹没区进行全面的考古调查和发掘。鄂尔多斯博物馆在窑沟乡小鱼沟隧道穿越的“寨子圪旦”山头顶部发现了古遗址，随后进行了抢救性试掘。寨子圪旦遗址东部濒临黄河，与黄河水面的高差约200米，南、北分别被小鱼沟及另一条大沟环绕，仅西部由斜坡与外界相连，地势险要。寨子圪旦遗址是一座石筑围墙环绕的遗址，石围墙略呈椭圆形，南北最长160米，东西最宽110米，面积约1.5万平方米。石砌围墙底宽4.5米，顶部残宽0.5～3.5米，残高约1.5米。在围墙内的中心地带，有一底边长约30米的覆斗形高台基址，应为祭坛遗迹。寨子圪旦遗址的时代约为距今5000年前后，属于仰韶文化向龙山文化的过渡阶段。寨子圪旦遗址是中国北方地区迄今为止发现的时代最早的具有石筑围墙的遗址。